# Shenzhou 6
Shenzhou 6 es el segundo vuelo espacial tripulado realizado por China, llevando a bordo a Fei Junlong (comandante) y Nie Haisheng (copiloto), quienes permanecieron en órbita durante cinco días en octubre de 2005.

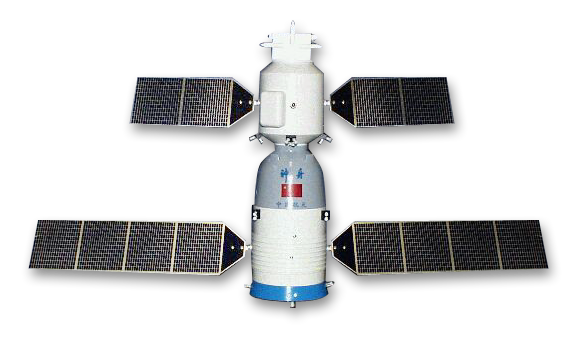
Modelo a escala de la nave Shenzhou 6.

Shenzhou en chino significa "navío celestial", "bajel divino" o "viento divino".
La nave espacial fue lanzada el 12 de octubre de 2005 con dos tripulantes. En contraposición al Shenzhou 5, que disponía de un habitáculo para una persona, esta nueva versión permite, además de llevar dos taikonautas (como se denominan los astronautas chinos: taiko = espacio sideral) contar con un segundo espacio de trabajo, además de la cabina de comando. 
La nave espacial está montada sobre el cohete Larga Marcha 2F, cuyo diseño es un nuevo desarrollo de las naves rusas de la serie Soyuz y, cómo éstas, cuenta con las clásicas divisiones del módulo tripulado: la sección de comando —que regresa a Tierra— y una sección orbital que sirve de laboratorio, etc., mientras que el cohete propulsor es del tipo polígono de fuerzas —o zemiorka en idioma ruso— es decir: cuatro cohetes adicionales laterales en "pirámide" al central (los adicionales laterales se conocen en inglés como boosters) utilizados en el despegue.
A diferencia de la serie Soyuz, los módulos tripulados son prácticamente cilíndricos y, tanto la sección orbital como la de comando e impulsión, están dotadas de un par de "alas" de paneles fotovoltaicoelectricidad a partir de la radiación lumínica, en especial la producida por el Sol.
La misión del Shenzhou 6 despegó desde el Centro de Lanzamiento Satelital de Jiuquan, en la provincia desértica noroccidental de Gansu.
Después de más de 100 horas de vuelo orbital, el lunes 17 de octubre la cápsula del Shenzhou 6 reentró en la atmósfera terrestre, aterrizando sin inconvenientes en el lugar previsto, en la región autónoma de Mongolia Interior.